# Психология восприятия цвета
Психология восприятия цвета — способность человека воспринимать, идентифицировать и называть цвета.

## Общие сведения
Ощущение цвета зависит от комплекса физиологических, психологических и культурно-социальных факторов. Первоначально исследования восприятия цвета проводились в рамках цветоведения; позже к проблеме подключились этнографы, социологи и психологи.

## Цветоведение
Цветоведение — наука об анализе процессов восприятия и различения цвета на основе систематизированных сведений из физики, физиологии и психологии. Цветоведение включает:
- физическую теорию цвета,
- теории цветового зрения,
- теорию измерения и количественного выражения цвета.
- субъективный аспект восприятия цвета известен также как квалиа.

## Количество «имён цвета»
Носители разных культур по-разному воспринимают цвет объектов. В зависимости от важности тех или иных цветов и оттенков в обыденной жизни народа некоторые из них могут иметь большее или меньшее отражение в языке.
Например, в языках «примитивных» сельскохозяйственных народов есть множество слов — имён цвета для обозначения оттенков зелёного, что связано с жизненно-важной необходимостью контролировать и оценивать состояние выращиваемых растений, оценивать виды на урожай и т. д.
Наиболее «древними» цветами, первыми появившимися в человеческой культуре, обычно считаются белый, чёрный и красный.
Количество «основных» цветов в разных культурах различно, Древний Восток предполагал наличие 5-элементного мира, в Европе фиксировали 3 «основных» цвета (сначала — красный, жёлтый, синий, а позже — красный, зелёный и синий), а со времён Ньютона часто говорят о 7 цветах (помимо ахроматических чёрного и белого цветов, фактически являющихся крайними полюсами серого цвета).

## Неосознаваемая психологическая коррекция восприятия цвета
Зрительные рецепторы по праву считаются[кем?] «частью мозга, вынесенной из черепа». Неосознаваемые обработка и коррекция зрительного восприятия обеспечивает «правильность» зрения, и она же является причиной «ошибок» при оценке цвета в определённых условиях. Так, устранение «фоновой» засветки глаза (например, при разглядывании удалённых предметов через узкую трубку) существенно меняет восприятие цвета этих предметов.
Профессиональная калибровка цветных мониторов требует использования соответствующего фонового освещения комнаты, оператор надевает чёрный халат, а визуальные оформительские элементы программных продуктов должны иметь нейтральный цвет.
У художников-живописцев основными цветами признаются три: красный, жёлтый и синий. Чёрный — отсутствие света и цвета, что аналогично неосвещённой дыре. Белый цвет — неразделённый солнечный свет. От смешения соседних основных цветов производятся вторичные цвета — оранжевый, зелёный и фиолетовый. Три основные вместе с тремя вторичными цветами составляют «живописный» солнечный спектр: красный, оранжевый, жёлтый, зелёный, синий, фиолетовый. Голубой цвет не считается самостоятельным спектральным, а разбелённым синим, а точнее — сине-зелёным. При смешивании соседних шести цветов получается 12 цветов.
1. Красный;
2. Красно-оранжевый;
3. Оранжевый;
4. Жёлто-оранжевый;
5. Жёлтый;
6. Жёлто-зелёный;
7. Зелёный;
8. Сине-зелёный;
9. Синий;
10. Сине-фиолетовый;
11. Фиолетовый;
12. Красно-фиолетовый.

## Социальнаяпсихологияцветовосприятия

### Возрастная динамика способности цветораспознавания
Исследования, проведённые с детьми в возрасте 4 месяцев, показали, что они хорошо различают четыре группы цветов (красный, жёлтый, зелёный и синий), не дифференцируя их по оттенкам.

### Роль культурных особенностей в восприятии цвета илингвистика
В культуре разных народов эмоциональное и прикладное восприятия цвета очень различно и связано с длительной исторической традицией внутри относительно изолированного развития этноса, религии. Отсюда различие восприятия, например, белого и чёрного цветов (траур или радость — в зависимости от культуры, религии).
Поскольку в конкретном языке и, шире, в конкретной культуре концентрируется исторический опыт их носителей, ментальные представления носителей различных языков могут не совпадать. В качестве примера того, как по-разному языки выделяют (как принято говорить в лингвистике, «концептуализуют») внеязыковую реальность, нередко приводят термины системы цветообозначения. Так, в русском языке присутствуют два отдельных слова синий и голубой — в отличие от многих германских языков, в которых диапазон цветов соответствующей части спектра перекрывается единым обозначением, типа английского blue (ср. нем. blau и фр. bleu). Близкая система цветообозначения сине-голубых цветов принята в других славянских языках, например, в украинском и польском.
Подробнее об ассоциативных рядах на каждый цвет см. в статьях на отдельные цвета (красный, зелёный, синий, бордо и т. д.)

### История социокультурного восприятия цвета
Имена цветов — элемент культуры определённого народа, закреплённый в словарном запасе носителей того или иного языка.
Имена цвета могут принимать символическое значение.

### Социально-культурные и эмоциональные особенности
Одновременное рассматривание одних и тех же несамосветящихся предметов или источников света несколькими наблюдателями с нормальным цветовым зрением, в одинаковых условиях рассматривания, позволяет установить однозначное соответствие между спектральным составом сравниваемых излучений и вызываемыми ими цветовыми ощущениями. На этом основаны цветовые измерения (колориметрия). Такое соответствие однозначно, но не взаимно-однозначно: одинаковые цветовые ощущения могут вызывать потоки излучений различного спектрального состава (метамерия).
Определений цвета, как физической величины, существует много. Но даже в лучших из них с колориметрической точки зрения часто опускается упоминание о том, что указанная (не взаимная) однозначность достигается лишь в стандартизованных условиях наблюдения, освещения и т. д., не учитывается изменение восприятия цвета при изменении интенсивности излучения того же спектрального состава (явление Бецольда — Брюкке), не принимается во внимание т. н. цветовая адаптация глаза и др. Поэтому многообразие цветовых ощущений, возникающих при реальных условиях освещения, вариациях угловых размеров сравниваемых по цвету элементов, их фиксации на разных участках сетчатки, разных психофизиологических состояниях наблюдателя и т. д., всегда богаче колориметрического цветового многообразия.
Например, в колориметрии одинаково определяются некоторые цвета (такие как оранжевый или жёлтый), которые в повседневной жизни воспринимаются (в зависимости от светлоты) как бурый, «каштановый», коричневый, «шоколадный», «оливковый» и т. д. В одной из лучших попыток определения понятия «цвет», принадлежащей Эрвину Шрёдингеру, трудности снимаются простым отсутствием указаний на зависимость цветовых ощущений от многочисленных конкретных условий наблюдения. По Шрёдингеру, «цвет» есть свойство спектрального состава излучений, общее всем излучениям, визуально не различимым для человека.
Сочетания цветов воспринимаются гармоничными (гармонирующими) либо нет. Считается, что гармонируют разные степени насыщенности и разные оттенки одного цвета (одноцветная и преобладающая цветогармонии), близкие цвета в спектре (аналогичная цветогармония), противоположные цвета в цветовом круге (комплементарно-контрастная цветогармония), а также сочетания с не входящими в состав цветового круга белым и чёрным цветами почти любых других цветов, кроме жёлтого с обоими, слишком светлых цветов с белым и слишком тёмных цветов с чёрным.
Сочетания цветов по степени ухудшения восприятия: синий на белом, чёрный на жёлтом, зелёный на белом, чёрный на белом, зелёный на красном, красный на жёлтом, красный на белом, оранжевый на чёрном, чёрный на пурпуровом, оранжевый на белом, красный на зелёном.
Существует цветотерапия — направление нетрадиционной медицины, суть которого лечение цветом.

### Влияние цвета на принятие решений
Немецкие ученые, проведя ряд психологических тестов, пришли к выводу, цвет формы спортсменов влияет на решения судей. Футбольная команда, одетая в красную форму, имеет повышенные шансы на победу при игре на своём поле.
Согласно исследованию, проведённому по заказу компании Hewlett-Packard, цвет текста может влиять на принятие решений. Утверждения зелёного цвета вызывают согласие.

## Цветоведение и техническаясемиотика
В технических приложениях смысл цветовых маркеров достаточно жёстко определяет применение каждого цвета.
- Красный — опасность, запрет.
- Жёлтый — осторожно! Внимание!
- Зелёный — безопасность, экологичность.

- Причины выбора сигнальных цветов связаны с цветовым и яркостным контрастами. Так, жёлтый участок спектра имеет максимальную видность, а потому чередование жёлтых полос с чёрными обеспечивает восприятие на наибольшем расстоянии.
- Дополняя «осиную» предупреждающую раскраску нанесением косых полос, обеспечивают улучшение распознавания опасных технических объектов — балки, краны, столбы (обеспечивается визуальное отделение от вертикальных и горизонтальных природных объектов, преимущественно формирующихся в поле силы тяжести).
- Синий сигнальный свет применяется для небольших расстояний, так как его лучи сильно рассеиваются (военная, железнодорожная сигнализации).

См. также Автомобильная светотехника